# Dilema de l'eriçó

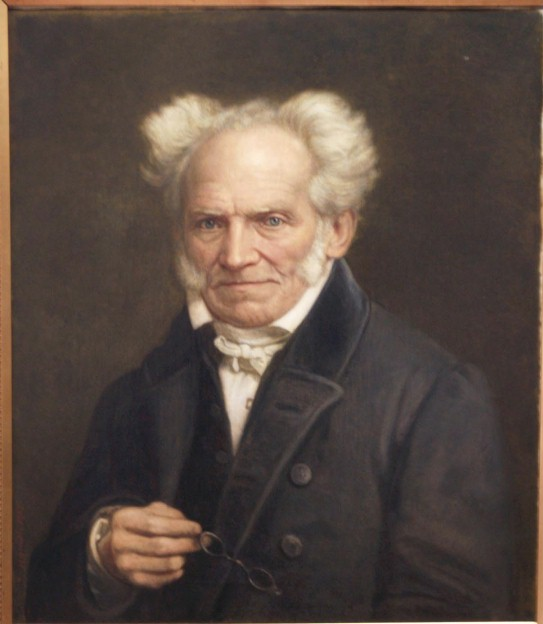
Arthur Schopenhauer va concebre el dilema de l'eriçó en el seu llibre Parerga and Paralipomena (1851).

El dilema de l'eriçó és una paràbola escrita el 1851 pel filòsof Arthur Schopenhauer en l'obra Pererga und Paralipomena. La història fou introduïda en el domini de la psicologia després del seu descobriment i adaptació per Sigmund Freud en l'obra Adaptació de la massa i estudi del jo.

Aquest dilema exposa que, com més propera sigui la relació entre dos éssers humans, més probable és que es puguin fer mal l'un a l'altre, però com més llunyana, més probable que sentin angoixa i soledat. Això es basa en el fet que els eriçons tenen espines a l'esquena i si s'apropen l'un a l'altre, les espines d'un farien mal a l'altre. Però els eriçons tenen la necessitat d'estar a prop d'un de l'altre per escalfar-se, i d'aquesta contradicció neix el dilema.